# Vassili Ivachev
Vassili Pétrovitch Ivachev (en russe : Васи́лий Петро́вич Ива́шев ; 3 octobre 1797 - 28 décembre 1840) est un décabriste, capitaine dans un régiment de cavalerie.

## Biographie
Son père, Pierre Nikiforovitch Ivachev, était général-major (4e classe dans la Table des rangs) et un riche propriétaire terrien de la province de Simbirsk (aujourd’hui Oulianovsk). Sa mère, Vera Alexandrovna Tolstaïa, était la fille unique du gouverneur de Simbirsk, Alexandre Vassilievitch Tolstoï. Il passa son enfance dans le village d’Oundory qui appartenait à ses parents.
Il entra dans le corps des pages en 1812 et devint cornette dans un régiment de cavalerie de la garde en février 1815. En 1821, alors qu’il occupait le grade de capitaine, il fut nommé adjudant du commandant de la 2e armée, le comte Pierre Wittgenstein (1769-1843). Là, il fit la connaissance de Pestel, Iouchnevski et Fonvizine, sous l'influence desquels il rejoignit la société de l'« Union du bien-être » et la « Société du Midi ».
Il se trouvait chez ses parents à Simbirsk le jour du soulèvement des décabristes, et retourna reprendre son service en janvier 1826. Arrêté à Moscou le 18 janvier 1826, il fut interné dans la forteresse Pierre-et-Paul à Saint-Pétersbourg. Accusé d’avoir participé à une tentative d’assassinat contre la personne de l’Empereur et d’appartenance à une société secrète, il fut condamné à 20 ans de travaux forcés, peine qui fut rapidement réduite à 15 ans. Il effectua sa condamnation au bagne de Tchita et à l’usine Pétrovski.
En 1830, la Française Camille Le Dentu (1803-1839), fille d’une gouvernante employée par la famille Ivachev, demanda à devenir son épouse. Nicolas Ier fit demander à Ivachev s’il acceptait. Sur sa réponse positive, elle partit le rejoindre à l’usine Pétrovski, au bord du lac Baïkal. Ils se marièrent à son arrivée en septembre 1831. De leur union naquirent 4 enfants (l’aîné, Alexandre, mourut en bas âge). L’une de leurs filles, Maria Troubnikova (1835-1897) deviendra écrivain et l’une des premières féministes russes.
En 1832, la durée de sa condamnation fut réduite à 10 ans. Après sa libération, en 1835, ils vécurent en exil à Tourinsk, dans la province de Tobolsk, où elle mourut le 30 décembre 1839. Il mourut à son tour moins d’un an plus tard le 28 décembre 1840. Les enfants furent alors autorisés à revenir à Simbirsk où ils furent élevés par leur tante, Catherine Pétrovna, devenue princesse Khovanskaïa.
Les trois enfants, Maria, Vera et Pierre, bénéficièrent de l'amnistie de 1856 et retrouvèrent leur nom de famille et leur statut de noble.